# Municipio di Belfast
Il Municipio di Belfast (Belfast City Hall in inglese, Halla na Cathrach, Béal Feirste in irlandese) è il municipio e l'edificio amministrativo del Consiglio comunale di Belfast in Donegall Square, Irlanda del Nord. È elencato come edificio di Grado A nella lista legale degli edifici di interesse architettonico o storico dell'Irlanda del Nord nel 1975.

## Descrizione e storia dell'edificio
I piani per la costruzione di un municipio nel centro di Belfast furono elaborati per la prima volta nel 1888 dopo che Belfast ottenne lo status di città dalla regina Vittoria nello stesso anno. La costruzione iniziò nel 1898. L'edificio, progettato dall'architetto Sir Alfred Brumwell Thomas, fu completato nel 1906 al costo di £ 369.000. L'edificio in stile edoardiano neo-barocco con una cupola centrale alta 53 metri è esposto a nord. La grande sala e la sala consiliare sono adornate da vetrate che espongono lo stemma di Belfast e i ritratti di re e regine britannici.
All'apertura del parlamento dell'Irlanda del Nord al municipio di Belfast il 7 giugno 1921, il re Giorgio V fece una proposta importante per la riconciliazione tra nord e sud. Il discorso, progettato da David Lloyd George su raccomandazioni di Jan Smuts, ha aperto le porte al contatto formale tra il governo britannico e l'amministrazione repubblicana sotto Éamon de Valera.

## Parco
Il municipio è circondato da un grande parco. Parte del parco è riservata al Belfast Cenotaph. Il monumento ai caduti alto 9,50 metri è circondato da una fila arrotondata di colonne e dedicato a coloro che morirono nella prima guerra mondiale dal 1914 al 1918. Una statua nel Titanic Memorial Garden commemora i marinai e i passeggeri annegati del Titanic.